# سلستینا اونیکا
سلستینا اونیکا (انگلیسی: Celestina Onyeka؛ زادهٔ ۱۵ ژوئیهٔ ۱۹۸۴) بازیکن فوتبال است.
وی همچنین در تیم ملی فوتبال زنان نیجریه بازی کرده‌است.